# Матевосян, Арташес Александрович
Арташес Александрович Матевосян (арм. Արտաշես Ալեքսանդրի Մաթևոսյան; 1904—1999) — советский и армянский учёный-агроном, доктор сельскохозяйственных наук, профессор, член-корреспондент АН АрмССР (1971), действительный член АН Армении (1996). Заслуженный деятель науки Армянской ССР (1961).

## Биография
Родился 3 сентября 1904 года в селе Карчеван, Армения.
С 1926 по 1931 год обучался в Ереванский сельскохозяйственный институт. С 1931 по 1934 год обучался в аспирантуре этого института.
С 1934 года на научно-педагогической работе в  Ереванском сельскохозяйственном институте в должностях: с 1934 по 1938 и с 1943 по 1949 год — декан сельскохозяйственного факультета, с 1950 по 1956 год — проректор этого института, с 1956 по 1975 год — заведующий кафедрой растениеводства, и с 1984 по 1993 год — советник ректора этого института.

### Научно-педагогическая деятельность и вклад в науку
Основная научно-педагогическая деятельность А. А. Матевосяна была связана с вопросами в области агрономии и сельского хозяйства, занимался вопросами изучения армянских кормовых растений.
В 1934 году защитил кандидатскую диссертацию, в 1948 году защитил докторскую диссертацию на соискание учёной степени доктор сельскохозяйственных наук. В 1950 году ему присвоено учёное звание профессор. В 1971 году был избран член-корреспондентом АН АрмССР, в 1996 году — действительным членом НАН Армении. А. А. Матевосяном было написано более двухсот научных работ, в том числе монографий и научных статей опубликованы в ведущих научных журналах.
Скончался 13 декабря 1999 года в Ереване.

## Основные труды
- Эспарцеты Армении / А. А. Матевосян, д-р с.-х. наук ; Акад. наук Арм. ССР. Ин-т земледелия. - Ереван : Изд-во Акад. наук Арм. ССР, 1950. - 239 с[5]

## Награды и звания
- Орден Ленина
- Два Ордена «Знак Почета»
- Заслуженный деятель науки Армянской ССР (1961)[3][4]